# Sparta (Tennessee)
Sparta es una ciudad ubicada en el condado de White en el estado estadounidense de Tennessee. En el Censo de 2010 tenía una población de 4.925 habitantes y una densidad poblacional de 282,17 personas por km².

## Geografía
Sparta se encuentra ubicada en las coordenadas 35°56′5″N 85°28′21″O / 35.93472, -85.47250. Según la Oficina del Censo de los Estados Unidos, Sparta tiene una superficie total de 17.45 km², de la cual 17.45 km² corresponden a tierra firme y (0%) 0 km² es agua.

## Demografía
Según el censo de 2010, había 4.925 personas residiendo en Sparta. La densidad de población era de 282,17 hab./km². De los 4.925 habitantes, Sparta estaba compuesto por el 91.05% blancos, el 5.58% eran afroamericanos, el 0.39% eran amerindios, el 0.51% eran asiáticos, el 0% eran isleños del Pacífico, el 0.37% eran de otras razas y el 2.11% pertenecían a dos o más razas. Del total de la población el 1.85% eran hispanos o latinos de cualquier raza.